# ミブナ
ミブナ（壬生菜、学名: Brassica rapa var. laciniifolia subvar. oblanceolata）は、アブラナ科アブラナ属の一年草で、京野菜および京の伝統野菜の一つ。ミズナ（水菜）の一品種だが葉は丸みを帯びてミズナのようなギザギザした切れ込みがなく、1800年代後半にカブとの交雑で生まれたと推定されている。名称は京都市内の壬生地区で栽培されていること由来する。

## 名称
ミズナ（水菜）の自然交雑によって生まれた品種で、京都市中京区にある壬生寺周辺で多く栽培されたことが名の由来という説、寛政年間（1789 - 1801年）に壬生付近での発見が名の由来という説がいわれている。京都は海産物の入手が困難だったため多くの京野菜が作られた。
『成形図説』（文化年間）には壬生に産するものとして「壬生菜」の語がつかわれており、この頃からミズナと区別するようになったと考えられる。文化の少し前、天明7年（1787年）に書かれた『拾遺都名所図会』に描かれた壬生菜は葉にミズナのような切れ込みがあり、根本がカブのように膨らんでいる。こうした江戸時代後期から明治時代にかけての古記録の分析と遺伝子解析から、京都産業大学や名古屋大学などの研究グループは、ミズナとカブの交雑から形成された可能性が高いとの研究結果を発表している。
マルバミズナ（丸葉水菜）とも呼ばれる。またキョウナとミブナを合わせて「水菜」とすることがある。

### 学名
北村四郎はミズナをBrassica rapa var. laciniifolia とし、その亜変種としてBrassica rapa var. laciniifolia subvar. oblanceolata と命名した。
また属名 Brassica は「煮る」の意で、シノニムの種形容語 japonica は「日本の」という意味である。

## 形態

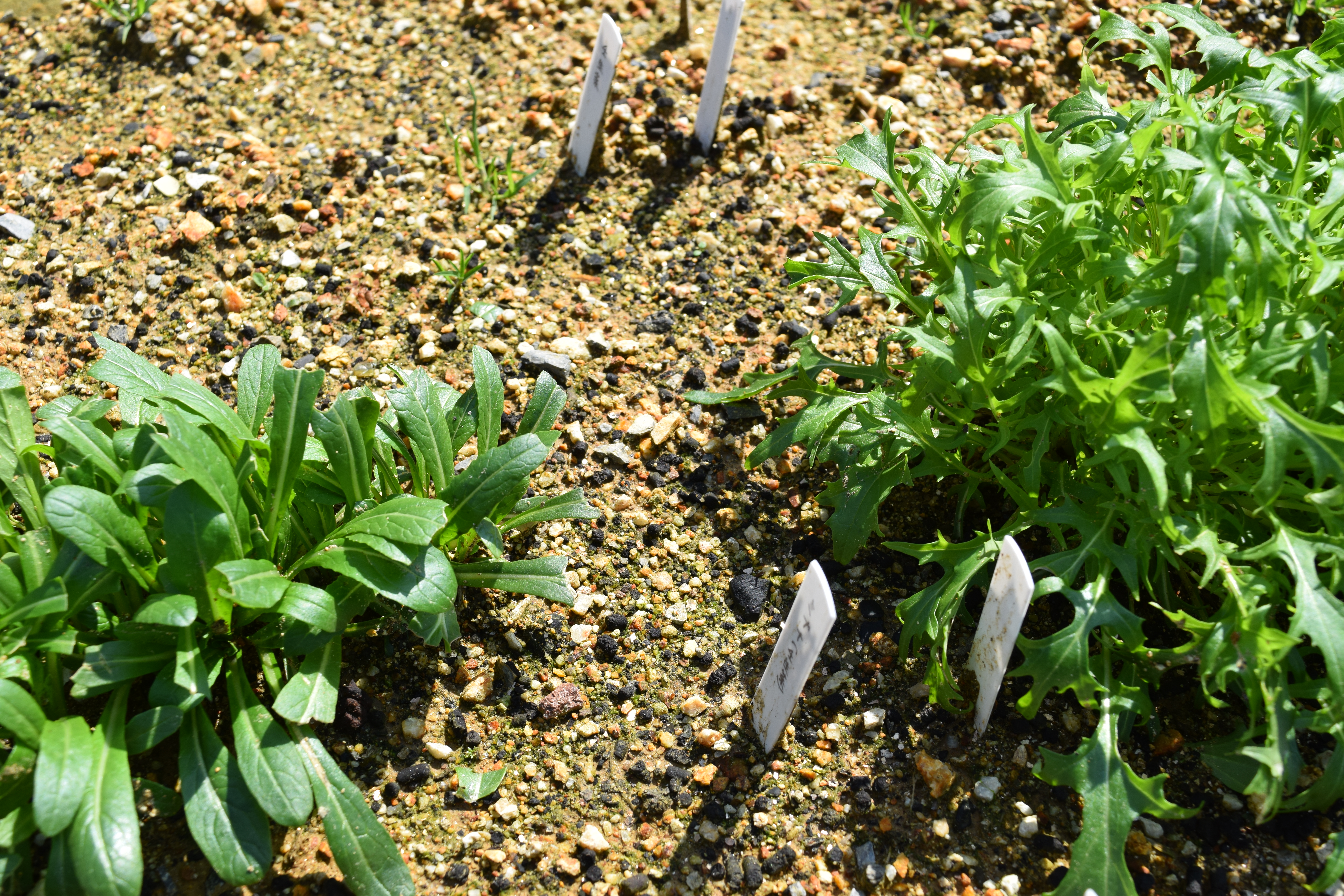
ミブナ（左）とミズナ（右）

キョウナ（京菜、別名：ミズナ）のなかまで、切れ込みのない楕円の葉が特徴。植物体は微かに白粉を帯びる。根はあまり肥大せず、細い根葉を多数生じる。分蘖は旺盛で葉茎の基部は耳状にならないが茎を抱く。花は萌黄色で直径1 cm（センチメートル）程度、4枚の花弁は十字花ではなく2枚ずつが近寄り矩形に近い。ミズナとの違いは、葉が狭長楕円形あるいは狭長倒卵形（へら形）で欠刻がないことだけである。ミズナとの違いは、大きな株となること、花梗が長く花弁が狭長いことが挙げられる。

## 栽培
現在でもほとんどが京阪神で栽培されている。直まき栽培では、8月下旬から10月上旬に種をまき、間引きしながら育て、12月から4月上旬にかけて収穫する。京都付近では秋に苗床に播種し、晩秋に畑で定植して管理する。耐寒性が強い。肥料を好む性質のため、堆肥を多くすき込んだ畑で育て、ぼかし肥や鶏糞などで追肥する。大株になるので、使う分だけ外葉を収穫してもよい。他のアブラナ科作物と同様に連作障害を受けやすく、輪作年限は1 - 2年とされる。
種まき前に、畑は高さ5 - 10 cmの畝を立てておき、畝の中央に1 - 2 cm間隔で種を筋まきする。本葉が2 - 3枚ころに、株間4 - 5 cmになるように間引きし、さらに生長を見ながら間引きして、最終的には株間30 cmにする。草丈が7 - 8 cmくらいになったら、畝間に追肥を行い、除草を兼ねて中耕する。12月になって草丈が25 cm以上に生長して大きくなったものから、株を抜くか、使う分だけ切り取って収穫する。霜が降りるようになったら、トンネルをかけて防霜し、3月下旬までに収穫する。春になると薹（とう）が立ち、開花する。交雑に注意すれば、種とりもできる。

## 利用
旬は冬から春。ミズナにはない独特の香りとほろ苦い辛みが特徴で、霜にあたったほうが品質が良い。繊維はやわらかいが、ミズナのようなシャキシャキした歯触り感はない。ほとんどが漬物用として利用される。京都では特産の千枚漬けに、ミブナの塩漬けを青味としてつけるのが風習となっている。京都のおばんざいの食材として、煮浸し、煮物、雑煮、鍋物にも使われる。葉先の伸びたものが柔らかく、良品とされる。若いうちにとる間引き菜は、やわらかくて生でも食べられる。